# Eva Braun
Eva Anna Paula Braun (München, 6 februari 1912 – Berlijn, 30 april 1945) was de vriendin en – op het allerlaatst – echtgenote van de Duitse dictator Adolf Hitler. Dit was een van de best bewaarde geheimen van nazi-Duitsland. Hitler en Braun traden één dag voor hun gemeenschappelijke zelfmoord in het huwelijk, vlak voor de overgave van de Wehrmacht in de Tweede Wereldoorlog.
De persoonlijke bediende van Hitler, Heinz Linge, herinnerde zich later hoe het personeel haar noemde: "het meisje in een gouden kooi". Hitler was gesteld op Eva en vond ontspanning in haar bijzijn. Hitler zei eens aan Linge: "Fräulein Braun is een jong meisje, te jong om de vrouw van iemand in mijn positie te zijn. Ze is wel het enige meisje voor mij. Op een dag zal ik leiding geven aan het "Reich", dan zal ik trouwen met Fräulein Braun."

## Familieachtergrond

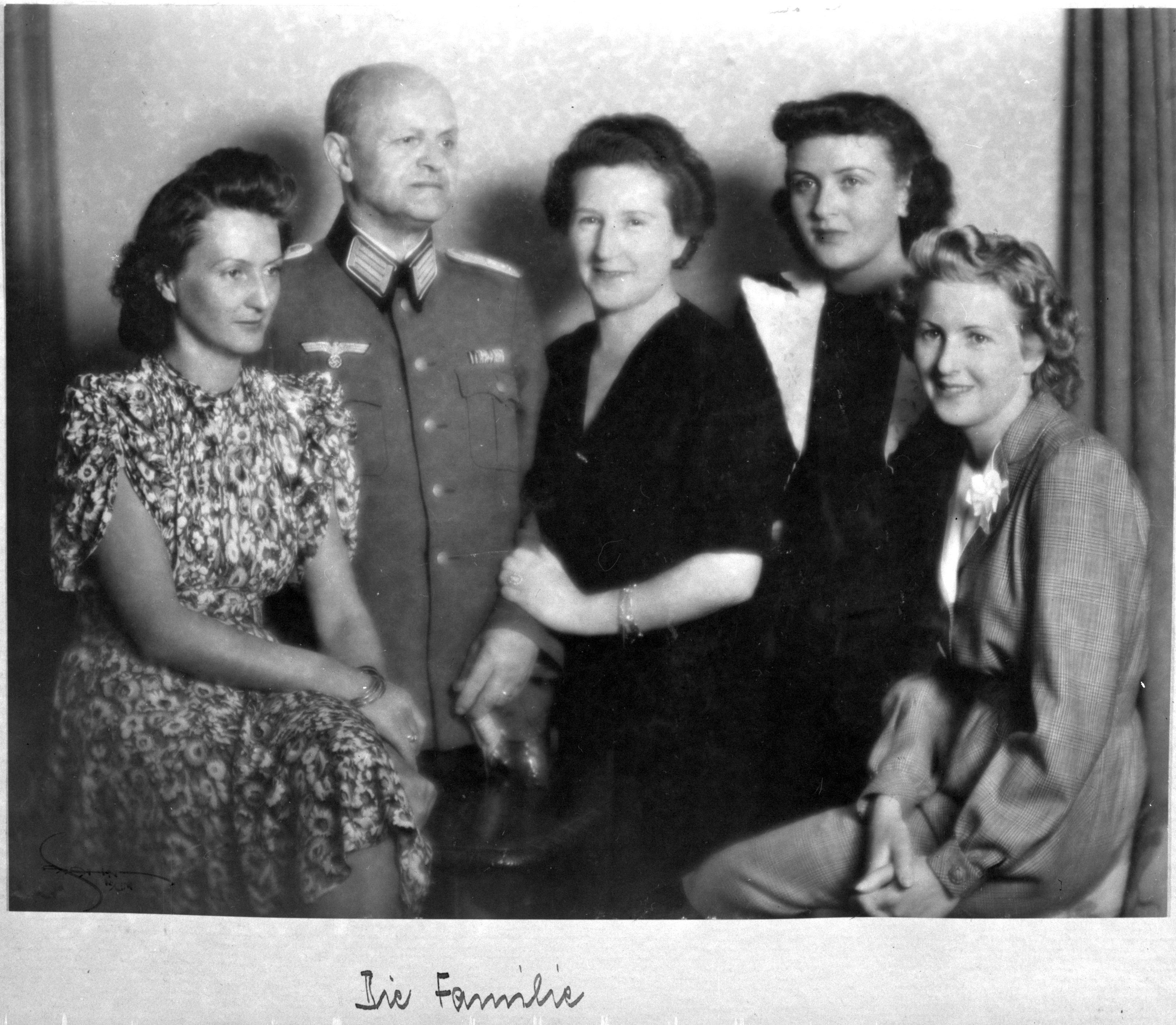
Eva Braun (rechts) met haar familie

Braun was de middelste van drie dochters van de katholieke onderwijzer, Friedrich (Fritz) Braun (1879-1964), en Franziska (Fanny) Braun-Kranbürger (1885-1976), die tot haar huwelijk coupeuse was bij een textielbedrijf. Haar ouders scheidden in april 1921 en trouwden in november 1922 opnieuw; waarschijnlijk om financiële redenen - het onderhouden van twee huishoudens zou in een tijd van hoge inflatie en lage lonen te veel geld gekost kunnen hebben.
Eva's oudere zuster Ilse (1909-1979) was evenals haar vader weinig gecharmeerd van het nationaalsocialisme. Ilse huwde tweemaal; geen van beide huwelijken hield stand en ze bleef kinderloos.
Eva's jongere zuster Margarete (Gretl) (1915-1987) huwde op 3 juni 1944 in Salzburg met Hermann Fegelein (1906-1945), een hoge officier van de Waffen-SS die in de laatste dagen van de oorlog vanwege lafheid werd terechtgesteld. Ze hertrouwde in 1954 met Kurt Berlinghoff, een textielhandelaar.

## Opleiding

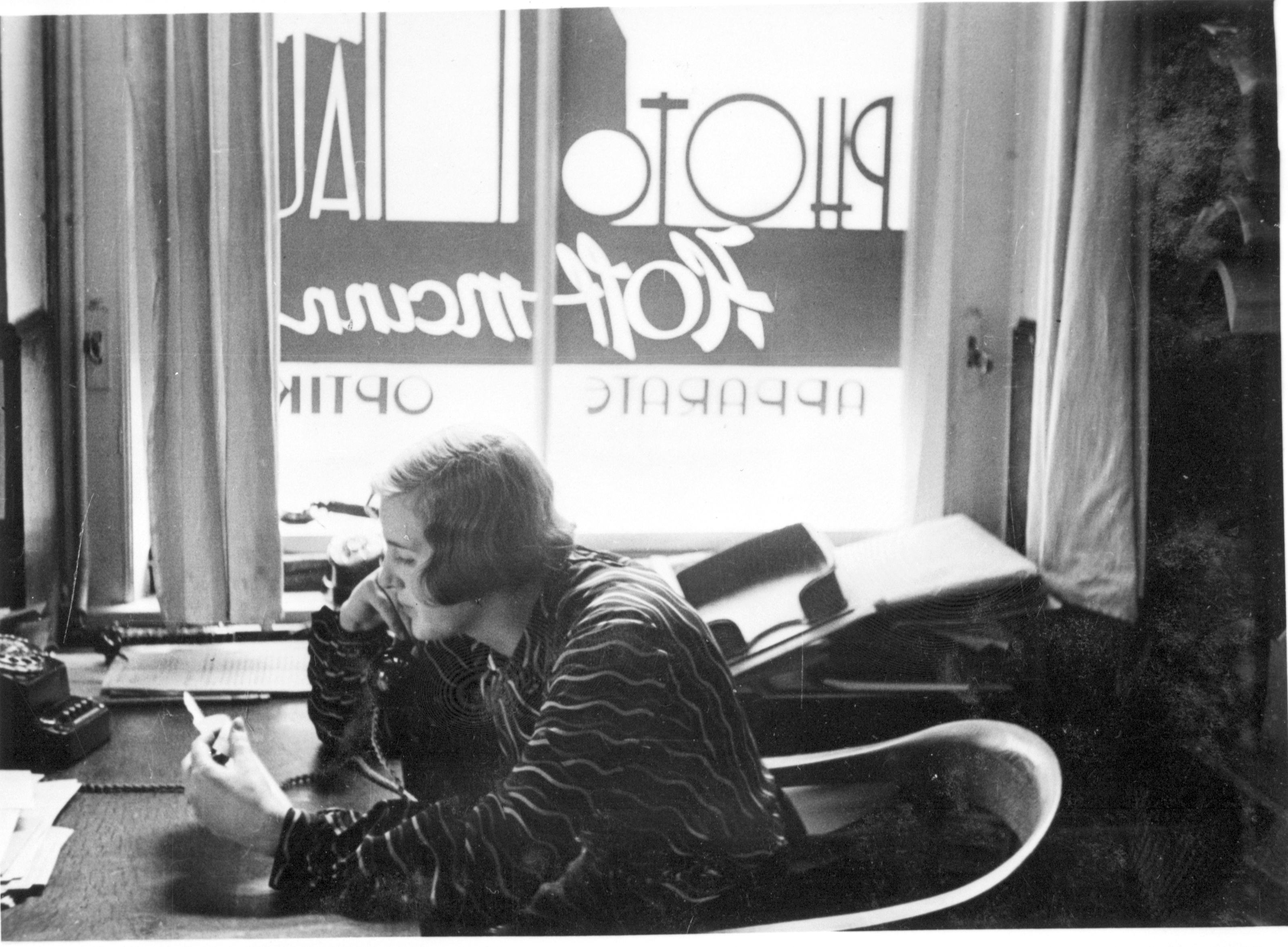
Eva Braun werkende in de Hoffmanns fotostudio

Eva Braun studeerde aan het Katholiek Lyceum in München. Ze was een gemiddelde student en had een zekere aanleg voor sport: skiën, klimmen en dansen. Ze volgde nog één jaar (in 1928) een opleiding in het katholieke instituut Marienhöhe in Simbach am Inn, waar ze onderricht werd in huishoudkunde, boekhouden en typen. Hierna werkte ze een korte tijd op kantoor. Voor ze Adolf Hitler ontmoette, werkte ze in de fotostudio van Heinrich Hoffmann, een goede vriend van Hitler.

## Adolf Hitler
Ze ontmoette Hitler in 1929, toen ze een assistente was van Hitlers fotograaf Heinrich Hoffmann. Aan haar zus omschreef ze hem als "een heer van zekere leeftijd met een grappige snor en een hoed". Ze was stapelgek op hem en deed een liefdesbrief in zijn jaszak. Ze wilde meer aandacht, maar ze was niet zijn enige vriendin. Jaloers als ze was, schoot ze in 1932 zichzelf in haar hals. Haar zus Ilse vond haar bloedend op de grond.
Dokters redden haar leven en vanaf dan besteedde Adolf meer aandacht aan haar. Dit kwam doordat zijn nichtje, Geli Raubal, een jaar eerder zelfmoord had gepleegd nadat zij een tijd bij Hitler doorbracht. Hitler wilde niet dat het ene voorval met het andere in verband gebracht werd; hij probeerde een schandaal te voorkomen. Braun ging in zijn flat in München wonen, als zijn minnares. Dit was tegen de wil van haar vader die niet in verband wilde worden gebracht met de politiek van Hitler.

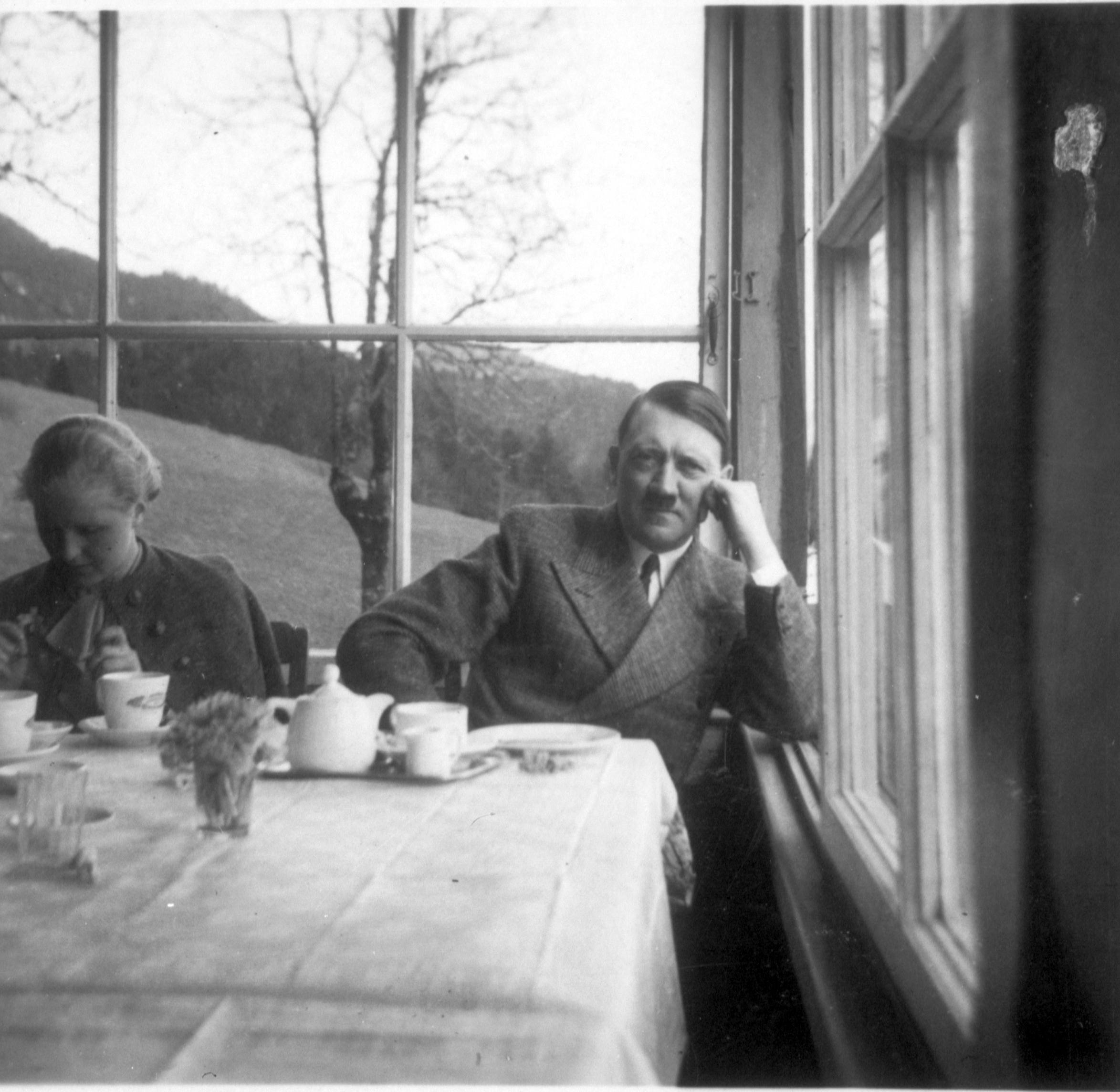
Eva Braun met Adolf Hitler, 1935

Doordat Hitler het druk had, kon hij weinig tijd besteden aan Eva. Het ging opnieuw niet goed met haar. In haar dagboek schreef ze hoe eenzaam ze zich in die tijd voelde. In 1935, drie jaar na haar eerste zelfmoordpoging, ondernam ze een nieuwe poging, nu met een overdosis slaappillen. Ze werd voor de tweede keer gered. Ze kreeg een villa in een buitenwijk van München en een auto met chauffeur. In 1936 trad ze toe tot Hitlers huishouden op de Berghof en werd ze zijn minnares. Ze verbleef vaak in München. Ze bezat ook nog een appartement in Berlijn, naar een ontwerp van Albert Speer.

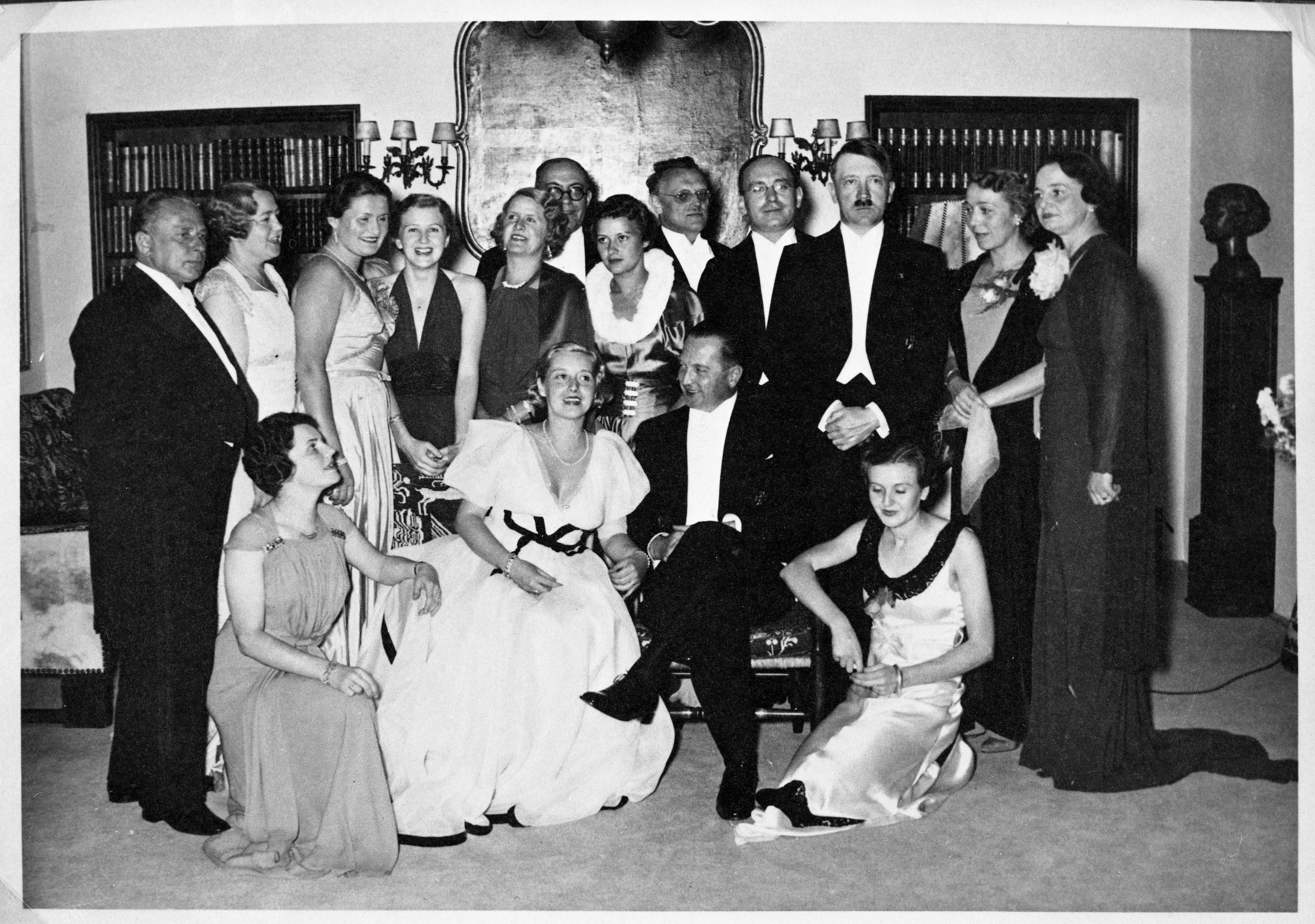
Eva Braun met Hitler op de bruiloft in 1937. De familie Braun was goed geïntegreerd in de lagere middenklasse van München

Eva hield veel van Hitler, maar was tegelijkertijd ook bang voor hem. Ze aanvaardde alles wat hij haar vroeg. Ze diende in haar kamer te wachten indien er bezoek was en mocht zich niet vertonen. Eva voelde zich hierdoor erg eenzaam. Ze kwam nauwelijks het huis uit en een publiekelijke vertoning met Hitler was helemaal uitgesloten. Hitler daarentegen had veel succes bij Duitse vrouwen. Indien hij zich samen met Eva zou vertonen, zou dit niet goed zijn voor zijn imago, populariteit en verkiezing. Af en toe hadden Eva en Hitler korte gesprekken. Maar dit kwam niet zo vaak voor. Eva leerde leven met een man die alle vormen van intimiteit ontweek. Hitler vond rust bij haar. Geleidelijk aan begon hij toch meer van Eva te houden. Bedienden van Hitler bevestigden dat hij geleidelijk aan meer naar Eva belde en haar zelfs brieven stuurde wanneer hij daarvoor de kans kreeg. Tijdens de oorlog verschenen ze vaker samen in het openbaar. Zo was Eva aanwezig op zijn verjaardag en mocht ze af en toe naar de recepties. Maar Hitler bleef streng voor haar. In haar dagboek beschreef ze hoe verdrietig en vernederd ze zich soms voelde door Hitler.
Haar ouders keurden de relatie in eerste instantie af, maar bezochten later meerdere malen de buitenverblijven van Adolf en Eva. Voor het Duitse volk was ze niet erg bekend. Hitler moest een onafhankelijk imago uitstralen. Braun leefde nogal teruggetrokken. Ze had geen politieke interesse en was ook geen lid van de NSDAP. Ze verbleef veelal op de Berghof waar ze zelf veel filmopnamen maakte. Ook reisde ze regelmatig binnen Europa, waarvan ook veel zelfgemaakte filmbeelden zijn teruggevonden. Vaak wordt ze gezien als onwetend, maar uit een brief aan haar zus blijkt dat Eva op de hoogte was van concentratiekampen en Jodenvervolging.
Hitler was de liefde van haar leven, zo schreef ze in haar dagboek na het complot van 20 juli 1944: "Bij onze eerste ontmoeting zwoer ik je overal te volgen - zelfs in de dood. Jouw liefde is het enige waar ik voor leef." Hitler nam Braun op in zijn testament, ze zou jaarlijks 12.000 Duitse mark krijgen na zijn dood.

## Levensstijl
Braun verbouwde het kleine huis van Hitler op de berg bij Obersalzberg, dat hij in 1933 gekocht had. Deze verbouwing begon in 1934 en werd voltooid in 1936. Aan het oorspronkelijke huisje werden een grote vleugel en een aantal bijgebouwen toegevoegd. Het hele gebied werd omheind en de resterende huizen op de berg werden gekocht door de NSDAP en met de grond gelijkgemaakt. Braun en de andere leden van Hitlers entourage werden afgesneden van de buitenwereld. Speer, Göring en Bormann lieten huizen bouwen binnen het complex.
Hitlers dienaar Heinz Linge schreef in zijn memoires dat Hitler en Braun in de Berghof twee slaapkamers en twee badkamers hadden die onderling in verbinding stonden. Hitler eindigde de meeste avonden alleen met haar in zijn studeerkamer voor ze gingen slapen. Zij droeg een kamerjas en dronk wijn; Hitler dronk thee. Publiekelijk tonen van affectie of fysiek contact gebeurde niet, zelfs niet in de afgesloten wereld van de Berghof. Voor de regelmatige bezoekers nam Braun de rol van gastvrouw op zich, al hield ze zich niet bezig met huishoudelijke taken. Ze nodigde als enige regelmatig vrienden en familie uit om haar gezelschap te houden gedurende haar verblijf.
Hitler was zeer aan haar gehecht en maakte zich zorgen wanneer ze ging sporten of te laat terugkwam om thee te drinken.

Braun was dol op haar twee Schotse terriërs, Negus en Stasi. Ze speelden mee in haar zelfgemaakte films van thuis. Ze hield ze meestal weg van Hitlers Duitse herder Blondi. Ze had een hekel aan Blondi en zou de hond wel eens geschopt hebben als Hitler het niet zag.

Eva Braun was een zeer actief persoon en hield van sporten en tijd doorbrengen met haar gezin
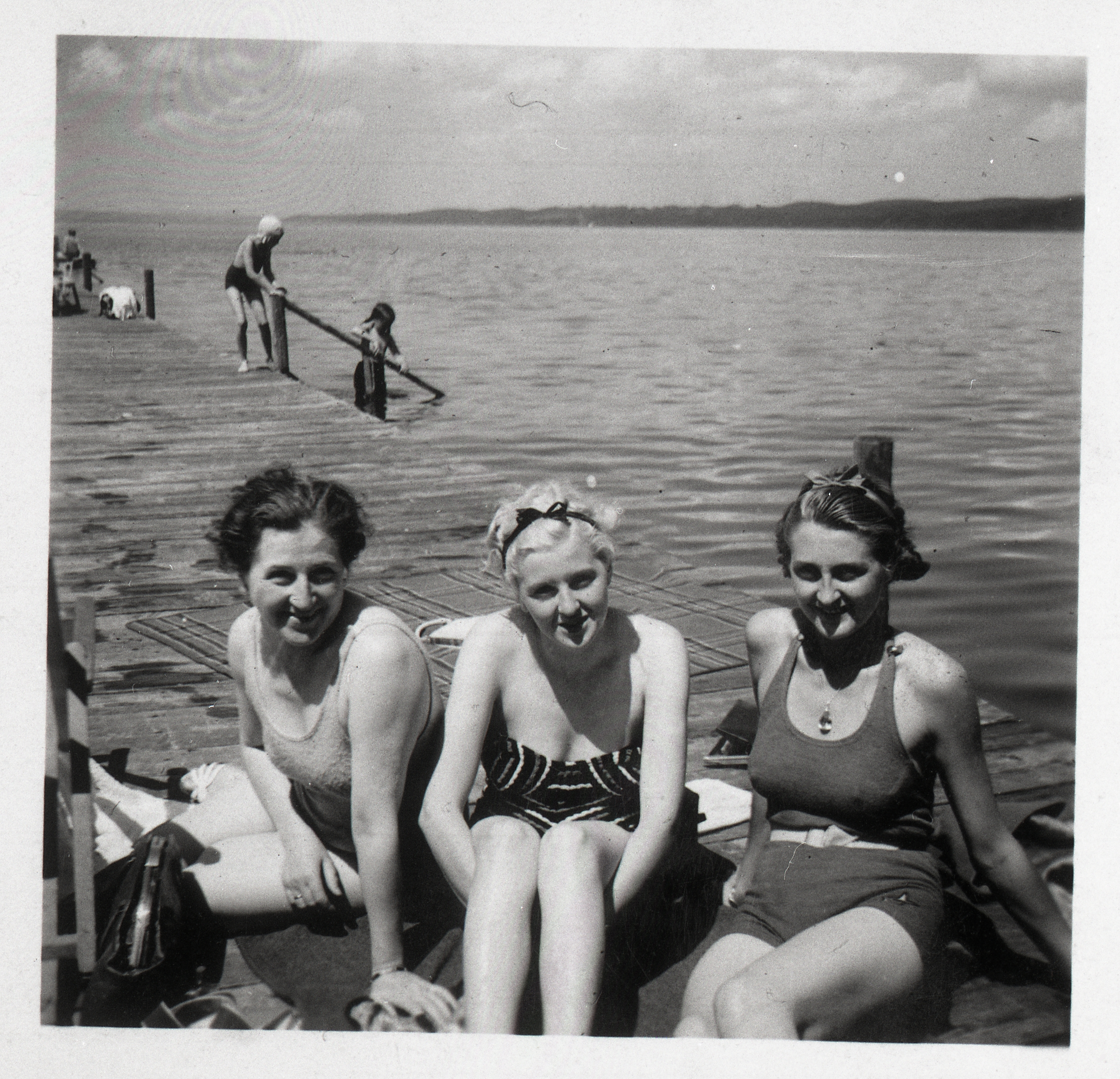
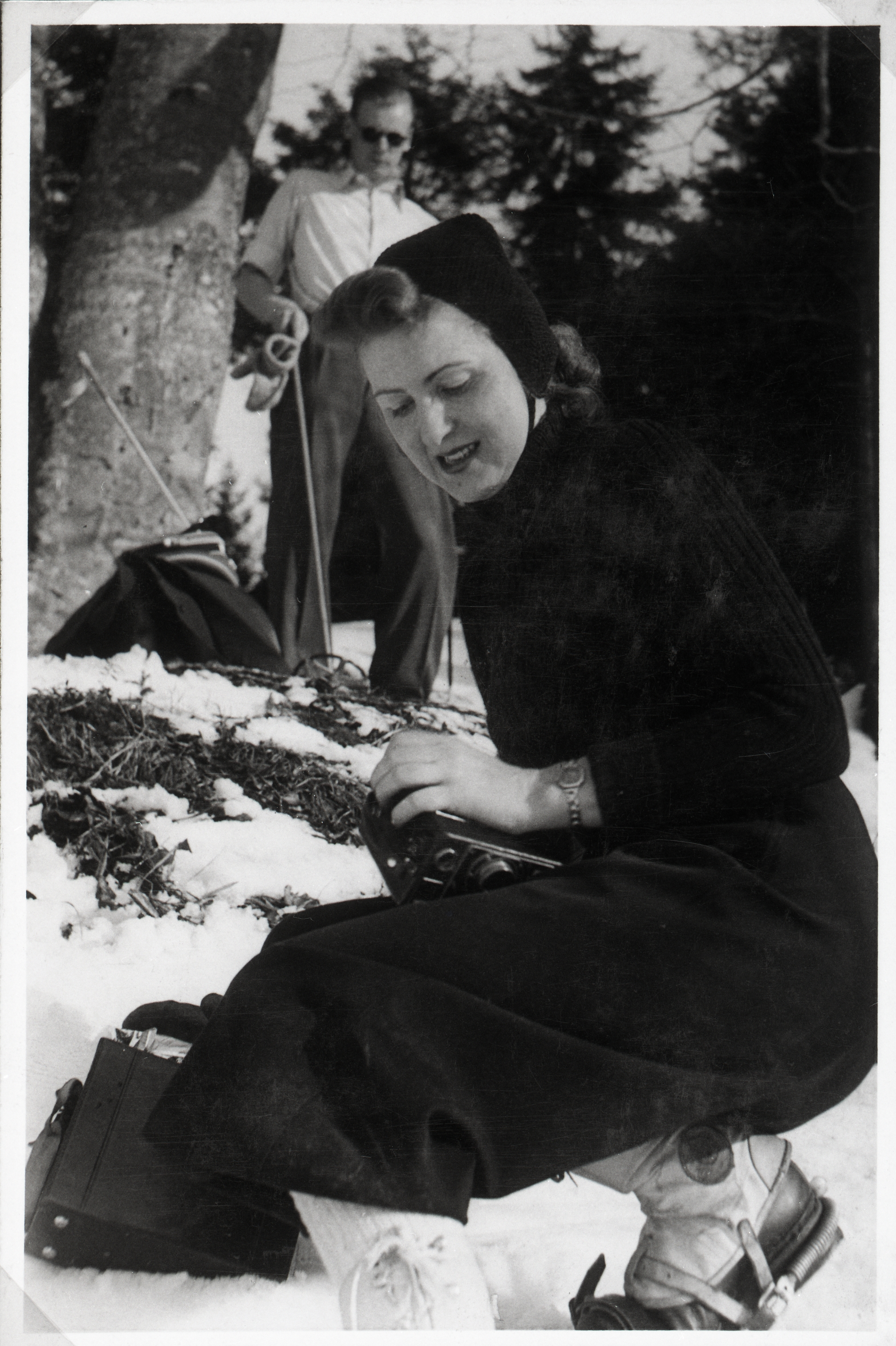
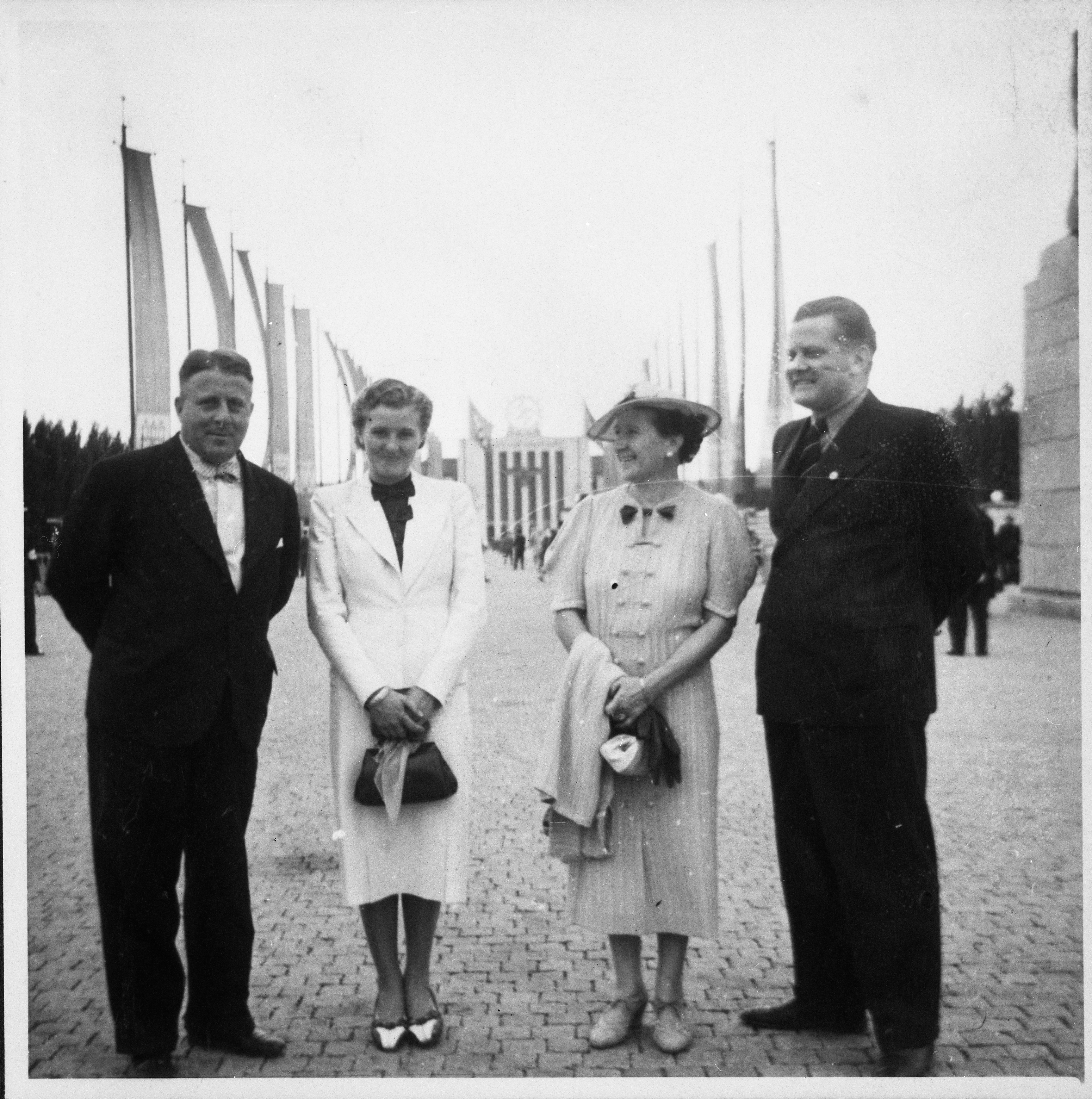
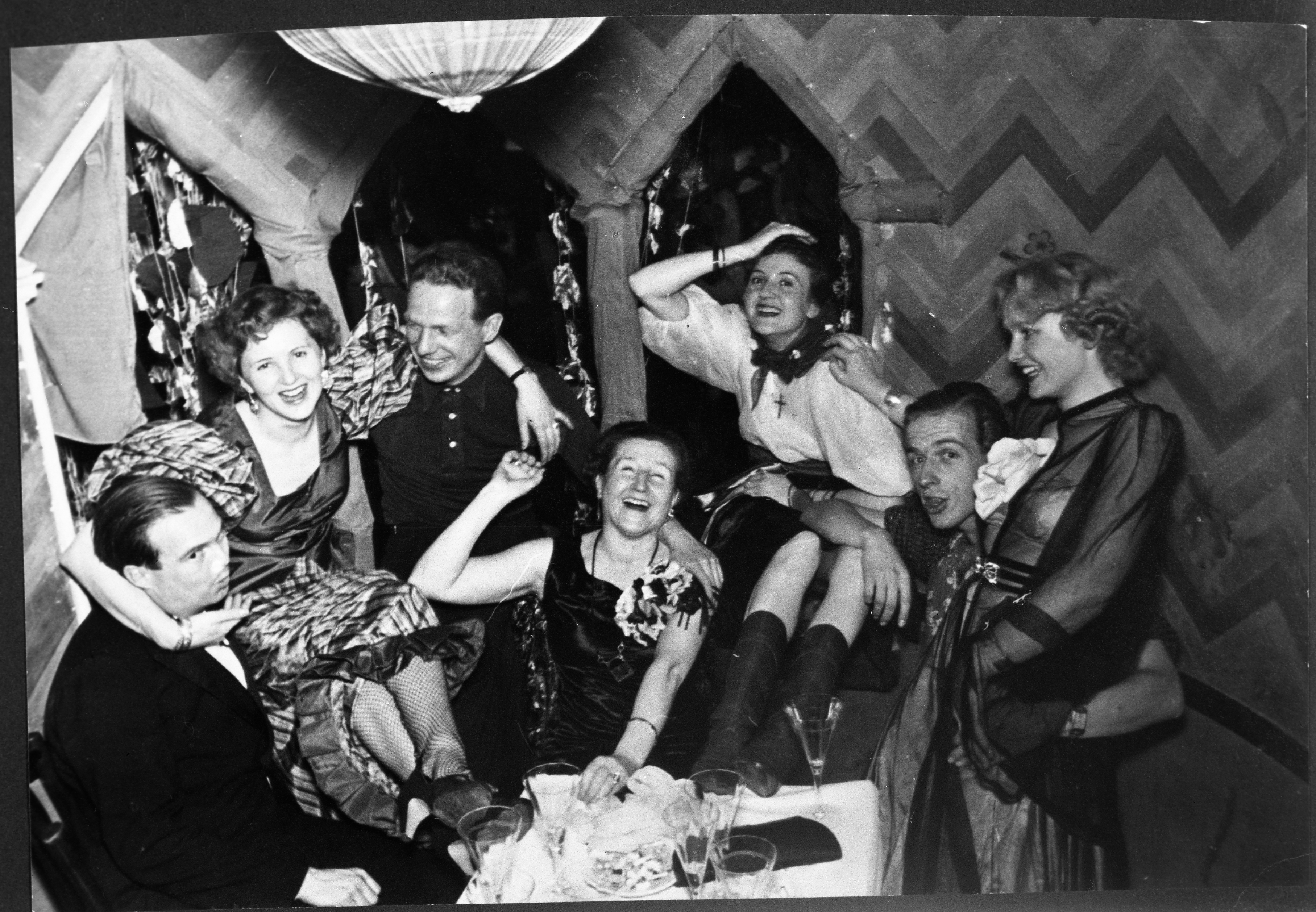
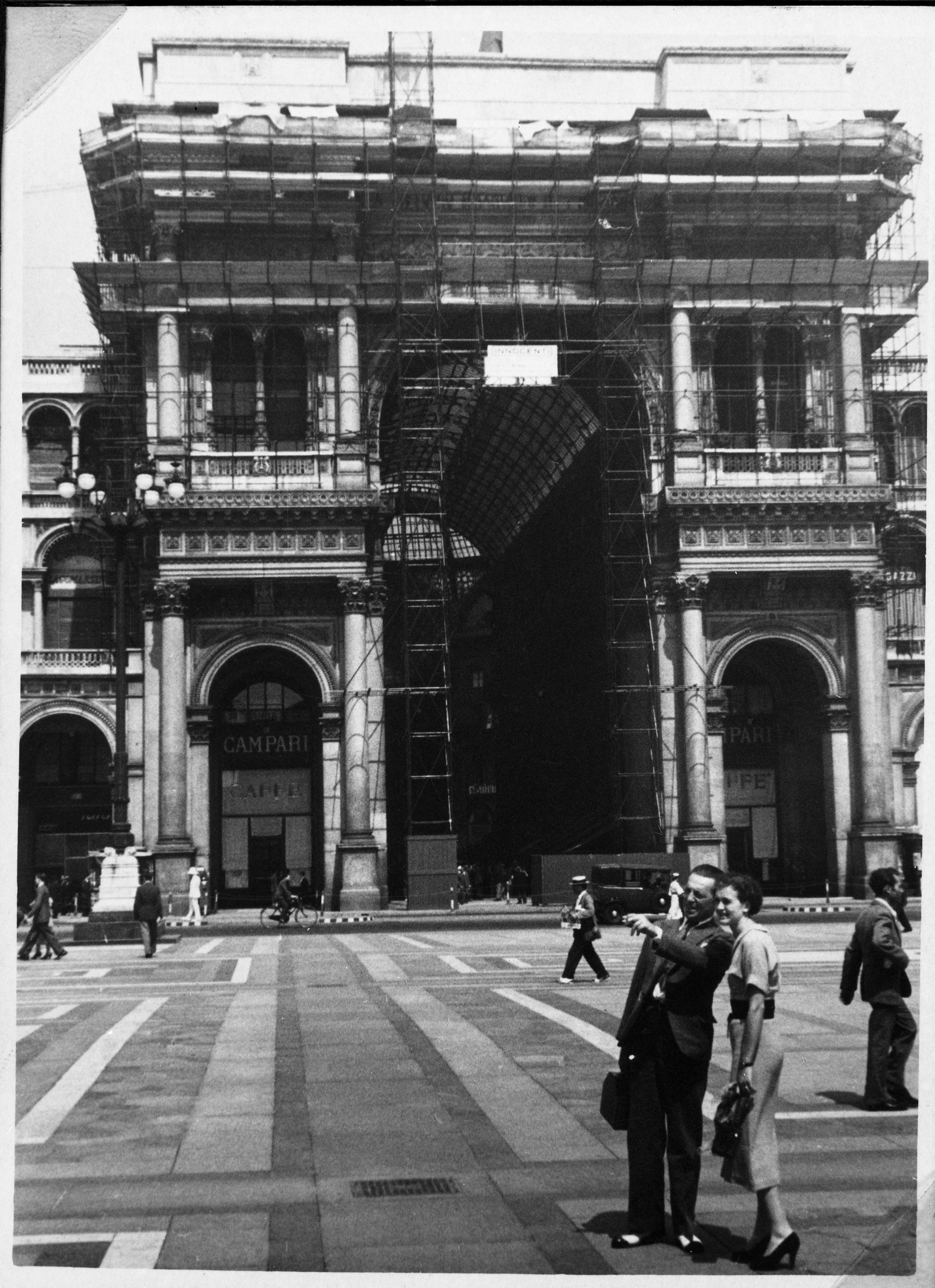
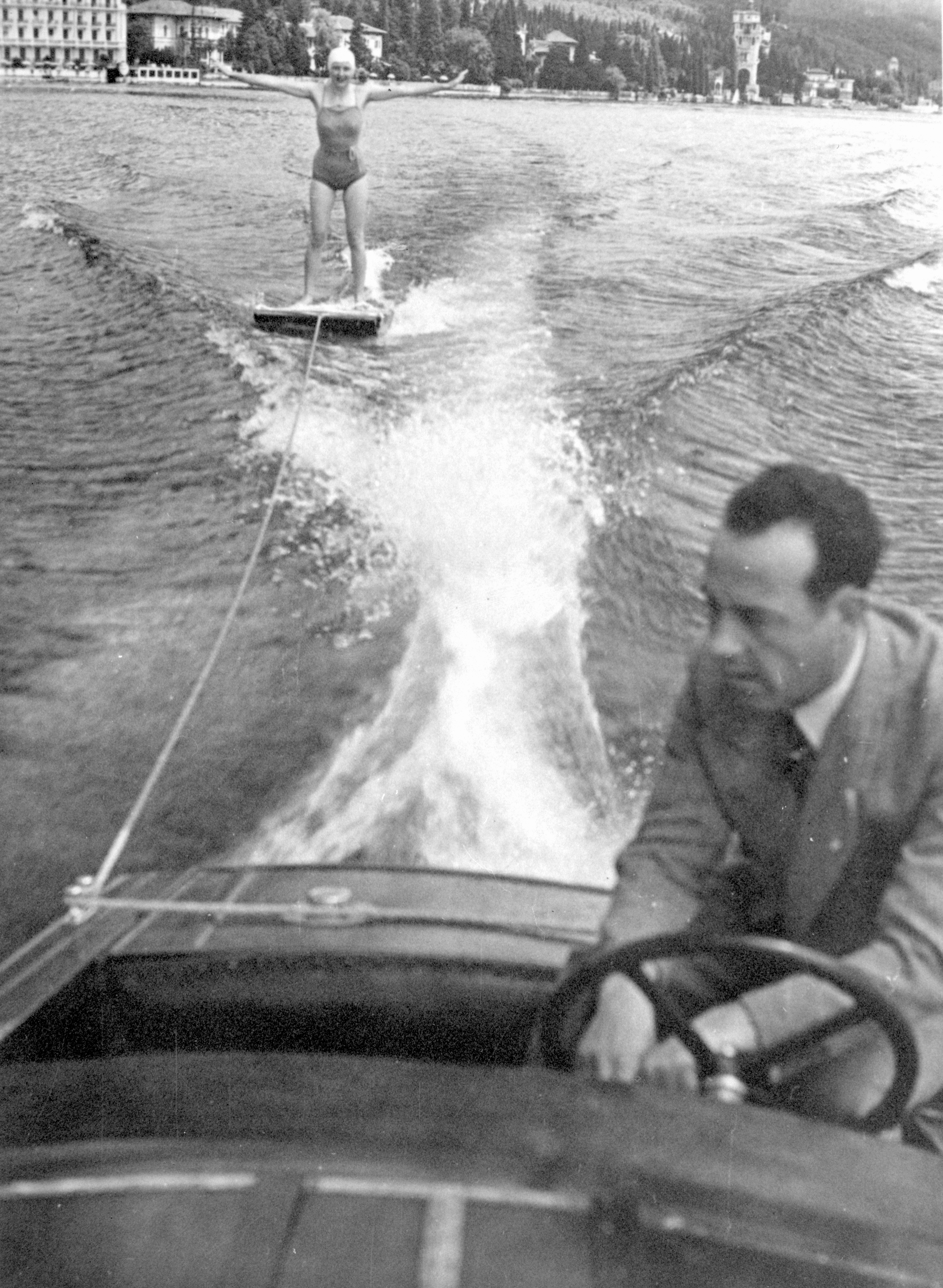

## Dood
Op 29 april 1945 trouwde Braun met Adolf Hitler in Berlijn, op het moment dat de Sovjet-Russische troepen de stad al grotendeels in handen hadden. In de Führerbunker werd een macaber feestje gehouden, terwijl Hitler in een zijkamer aan Traudl Junge zijn politieke testament dicteerde. Een dag later pleegden ze beiden zelfmoord in de Führerbunker. Eva Braun nam samen met Hitler kaliumcyanide in en Hitler schoot zichzelf bovendien door het hoofd.
Het is onduidelijk wat er daarna met de lichamen is gebeurd. De meest gangbare theorie is dat ze met benzine in een kuil verbrand zijn, zoals te zien is in de film Der Untergang. De Russen zouden relatief snel hun verkoolde lichamen hebben gevonden. Daarna zouden ze heimelijk zijn begraven op het terrein van het hoofdkwartier van de Sovjet-Russische contraspionage (SMERSJ) in het Oost-Duitse Maagdenburg. De overblijfselen werden in 1970 door de Russen weer opgegraven en, samen met die van Joseph en Magda Goebbels en hun zes kinderen, volledig gecremeerd. De as zou in de rivier de Elbe zijn uitgestrooid.
De overige leden van haar familie overleefden de oorlog.

## Historische filmopnamen van Eva Braun
- Het geheime filmarchief van Eva Braun, Polar film + Medien GmbH
- Nordlandreise 1939, filmopnamen van een reis van Eva Braun met het MS Milwaukee, Zeitreisen-Verlag
- Filmopnamen door Eva Braun van Hitler, 1940-1944[5]

## Eva Braun in films
Enkele actrices die Eva Braun speelden:
- Lotte Tobisch in: Der letzte Akt = The Last Act = The Last Ten Days (1955)
- Angelika Waller in: Befreiung = Liberation = The Great Battle = Osvobozhdenie (1969)
- Doris Kunstmann in: Hitler: die letzten zehn Tage = Hitler: The Last Ten Days (1973)
- Brigitte Kausch-Kuhlbrodt in: 100 Jahre Adolf Hitler: die letzte Stunde im Führerbunker (1989)
- Katja Riemann in: Goebbels und Geduldig (2001)
- Zoe Telford in: Hitler: Aufstieg des Bösen = Hitler: The Rise of Evil (2003)
- Juliane Köhler in: Der Untergang = Downfall (2004)
- Christine Tremarco in: Die Nichte: Hitlers verbotene Liebe = Uncle Adolf (2005)
- Eva Haßmann in: Speer und Er (tv-miniserie, 2005)
- Katja Riemann in: Mein Führer: die wirklich wahrste Wahrheit über Adolf Hitler = Mein Führer: The Truly Truest Truth About Adolf Hitler (2007)

### Non-fictie
- Tabori, Paul (ed.) (1949). The private life of Adolf Hitler: the intimate notes and diary of Eva Braun / pref.: Francis Aldor. London. 171 p.
- Infield, Glen (1976). Eva en Adolf / vert.: Helene Swildens. Amsterdam Boek, Amsterdam. 317 p., 16 p. foto's. ISBN 90-318-9891-0. Oorspr. uitg.: Grosset and Dunlap etc., New York etc., 1974. Biografie.
- Thomas, Hugh (1995). Doppelgängers: the truth about the bodies in the Berlin bunker. Fourth Estate, London. XI, 305 p., 16 p. pl. ISBN 1-85702-212-2. Hypothese over een vlucht naar Paraguay.
- Rosen, Roee (1997). Live and die as Eva Braun: Hitler's mistress, in the Berlin bunker and beyond: an illustrated proposal for a virtual-reality scenario. The Israel Museum, Jerusalem. Ongepag. ISBN 965-278-209-2. Catalogus van de tentoonstelling.
- Sigmund, Anna Maria (2002). Walkuren van het Derde Rijk: de vrouwen van de nazi's / vert.: Henk Verschuur. Aspekt, Soesterberg. 288 p. ISBN 90-5911-034-X. Oorspr. uitg.: Die Frauen der Nazis. Ueberreuter, Wien, 1998. Over Eva Braun, Carin en Emmy Göring, Magda Goebbels, Angela Raubal, Lina Heydrich, Unity Mitford, Hanna Reitsch, Gerda Bormann.
- Knopp, Guido (2003). Hitlers vrouwen / samen met Alexander Berkel e.a.; vert.: Jan Hamminga. Muntinga/Byblos, Amsterdam. 431 p. ISBN 90-417-0323-3. (Rainbow paperbacks, nr. 669). Oorspr. uitg.: Byblos, Amsterdam, 2002. ISBN 90-5847-137-3. Oorspr. uitg.: Hitlers Frauen. Bertelsmann, München, 2001. Biografie van Eva Braun, Magda Goebbels, Leni Riefenstahl, Zarah Leander, Winifred Wagner, Marlene Dietrich.
- Lambert, Angela (2008). Het verloren leven van Eva Braun / vert.: Carola Kloos, Corrie van den Berg. 2e dr. De Bezige Bij, Amsterdam. 520 p., 32 p. pl. ISBN 978-90-234-2715-5. Oorspr. uitg.: 2006. Oorspr. uitg.: The lost life of Eva Braun. Century, London, 2006. Biografie.
- Görtemaker, Heike B. (2011). Eva Braun: leven met Hitler / vert.: Olaf Brenninkmeijer. Uitgeverij Cossee, Amsterdam. 415 p. ISBN 978-90-5936-313-7. Oorspr. uitg.: Eva Braun. Beck, München, 2010. 366 p. ISBN 978-3-406-58514-2. Biografie.

### Fictie
- Trenker, Louis (1949). Het intieme dagboek van Eva Braun / vert.: Bartel Vreedis. Confidentia, Den Haag. 207 p. Fictief dagboek.
- Bonker, Francis (1952). Eva Braun: de vrouw, die een dictator trouwde: roman / vert.: H.de Graaf. Schoonderbeek, Laren (N.H.) 262 p. Oorspr. uitg.: The mad dictator: a novel of Adolph Hitler. Chapman & Grimes, Boston, 1950.
- Brouwers, Jeroen (1995). Adolf & Eva & de Dood. 3e dr. Pandora, Amsterdam, 1999. 175 p. ISBN 90-254-9981-3. Oorspr. uitg: De Arbeiderspers, Amsterdam, 1995. ISBN 90-295-0768-3. Drie essays.[7]
- Knauss, Sibylle (2001). Het nichtje van Eva: roman / vert. Tinke Davids. Van Gennep, Amsterdam. 373 p. ISBN 90-5515-293-5. Oorspr. uitg.: Evas cousine. Claassen, München, 2000. ISBN 3-546-00236-9. Terugblik op haar leven met Eva.
- Alexander, Alex (2005). In de ban van Hitler: Maria Reitner, Geli Raubal, Unity Mitford, Eva Braun. Elmar, Rijswijk. 254 p. ISBN 90-389-1547-0. Geromantiseerde biografie.
- Pieffers, Lex (2007). Verliefd op Adolf: roman. Aspekt, Soesterberg. 274 p. ISBN 978-90-5911-553-8. De vier vrouwen in het leven van Adolf Hitler.
- Judd, Alan (2008). Dansen met Eva: Hitlers laatste dagen / vert.: Joost de Wit. BZZTôH, 's-Gravenhage. 190 p. ISBN 978-90-453-0844-9. Oorspr. uitg.: Dancing with Eva. Simon & Schuster, London etc., 2007. ISBN 978-0-7432-7567-5 (geb.), ISBN 978-0-7432-7568-2 (pbk). Roman: secretaresse Eva Braun spreekt andere overlevende uit de bunker van Hitler.

## Varia
- In 1978 nam de Ierse band Boomtown Rats I never loved Eva Braun op, een nummer op hun album A Tonic for the Troops, met een cynische tekst waarin de ik-figuur, ene niet nader genoemde Adolf die het in 1933 allemaal voor elkaar dacht te hebben, zich onverschillig betoont voor de gruwelen daarna (bedoeld wordt de Tweede Wereldoorlog en de Holocaust) doch wel de bewering tegenspreekt als zou hij ooit van Eva Braun hebben gehouden.
- In 2013 ontdekten Duitse onderzoekers in een museum in München, samen met veel andere spullen uit de nazitijd, het horloge dat Hitler haar schonk voor haar 27e verjaardag. Het was gegraveerd met de tekst "Op 6.2.1939. Veel liefs, A. Hitler".[8]

|                 |                 |                 |                 |                        |                        |                        |                        |                        |                        |              |              |              |              |              |              |                  |                  |                  |                  |                   |                   |                   |                   |                         |                         |                         |                         | Martin Hiedler          | Martin Hiedler          | Martin Hiedler | Martin Hiedler | Martin Hiedler           | Martin Hiedler           |                          |                          | Anna Maria Göschl        | Anna Maria Göschl        | Anna Maria Göschl | Anna Maria Göschl | Anna Maria Göschl    | Anna Maria Göschl    |                      |                      |                      |                      |                  |                  |                  |                  |                  |                  |                      |                      |                      |                      |                      |                      |           |           |           |           |      |      |              |              |              |              |              |              |        |        |              |              |              |              |              |              |  |  |
|                 |                 |                 |                 |                        |                        |                        |                        |                        |                        |              |              |              |              |              |              |                  |                  |                  |                  |                   |                   |                   |                   |                         |                         |                         |                         | Martin Hiedler          | Martin Hiedler          | Martin Hiedler | Martin Hiedler | Martin Hiedler           | Martin Hiedler           |                          |                          | Anna Maria Göschl        | Anna Maria Göschl        | Anna Maria Göschl | Anna Maria Göschl | Anna Maria Göschl    | Anna Maria Göschl    |                      |                      |                      |                      |                  |                  |                  |                  |                  |                  |                      |                      |                      |                      |                      |                      |           |           |           |           |      |      |              |              |              |              |              |              |        |        |              |              |              |              |              |              |  |  |
|                 |                 |                 |                 |                        |                        |                        |                        |                        |                        |              |              |              |              |              |              |                  |                  |                  |                  |                   |                   |                   |                   |                         |                         |                         |                         |                         |                         |                |                |                          |                          |                          |                          |                          |                          |                   |                   |                      |                      |                      |                      |                      |                      |                  |                  |                  |                  |                  |                  |                      |                      |                      |                      |                      |                      |           |           |           |           |      |      |              |              |              |              |              |              |        |        |              |              |              |              |              |              |  |  |
|                 |                 |                 |                 |                        |                        |                        |                        |                        |                        |              |              |              |              |              |              |                  |                  |                  |                  |                   |                   |                   |                   |                         |                         |                         |                         |                         |                         |                |                |                          |                          |                          |                          |                          |                          |                   |                   |                      |                      |                      |                      |                      |                      |                  |                  |                  |                  |                  |                  |                      |                      |                      |                      |                      |                      |           |           |           |           |      |      |              |              |              |              |              |              |        |        |              |              |              |              |              |              |  |  |
|                 |                 |                 |                 |                        |                        |                        |                        |                        |                        |              |              |              |              |              |              |                  |                  |                  |                  |                   |                   |                   |                   | Johann Nepomuk Hiedler  | Johann Nepomuk Hiedler  | Johann Nepomuk Hiedler  | Johann Nepomuk Hiedler  | Johann Nepomuk Hiedler  | Johann Nepomuk Hiedler  |                |                | Maria Anna Schicklgruber | Maria Anna Schicklgruber | Maria Anna Schicklgruber | Maria Anna Schicklgruber | Maria Anna Schicklgruber | Maria Anna Schicklgruber |                   |                   | Johann Georg Hiedler | Johann Georg Hiedler | Johann Georg Hiedler | Johann Georg Hiedler | Johann Georg Hiedler | Johann Georg Hiedler |                  |                  | Eva Maria Decker | Eva Maria Decker | Eva Maria Decker | Eva Maria Decker | Eva Maria Decker     | Eva Maria Decker     |                      |                      |                      |                      |           |           |           |           |      |      |              |              |              |              |              |              |        |        |              |              |              |              |              |              |  |  |
|                 |                 |                 |                 |                        |                        |                        |                        |                        |                        |              |              |              |              |              |              |                  |                  |                  |                  |                   |                   |                   |                   | Johann Nepomuk Hiedler  | Johann Nepomuk Hiedler  | Johann Nepomuk Hiedler  | Johann Nepomuk Hiedler  | Johann Nepomuk Hiedler  | Johann Nepomuk Hiedler  |                |                | Maria Anna Schicklgruber | Maria Anna Schicklgruber | Maria Anna Schicklgruber | Maria Anna Schicklgruber | Maria Anna Schicklgruber | Maria Anna Schicklgruber |                   |                   | Johann Georg Hiedler | Johann Georg Hiedler | Johann Georg Hiedler | Johann Georg Hiedler | Johann Georg Hiedler | Johann Georg Hiedler |                  |                  | Eva Maria Decker | Eva Maria Decker | Eva Maria Decker | Eva Maria Decker | Eva Maria Decker     | Eva Maria Decker     |                      |                      |                      |                      |           |           |           |           |      |      |              |              |              |              |              |              |        |        |              |              |              |              |              |              |  |  |
|                 |                 |                 |                 |                        |                        |                        |                        |                        |                        |              |              |              |              |              |              |                  |                  |                  |                  |                   |                   |                   |                   |                         |                         |                         |                         |                         |                         |                |                |                          |                          |                          |                          |                          |                          |                   |                   |                      |                      |                      |                      |                      |                      |                  |                  |                  |                  |                  |                  |                      |                      |                      |                      |                      |                      |           |           |           |           |      |      |              |              |              |              |              |              |        |        |              |              |              |              |              |              |  |  |
|                 |                 |                 |                 |                        |                        |                        |                        |                        |                        |              |              |              |              |              |              |                  |                  |                  |                  |                   |                   |                   |                   |                         |                         |                         |                         |                         |                         |                |                |                          |                          |                          |                          |                          |                          |                   |                   |                      |                      |                      |                      | Johanna Hüttler      | Johanna Hüttler      | Johanna Hüttler  | Johanna Hüttler  | Johanna Hüttler  | Johanna Hüttler  |                  |                  | Johann Baptist Pölzl | Johann Baptist Pölzl | Johann Baptist Pölzl | Johann Baptist Pölzl | Johann Baptist Pölzl | Johann Baptist Pölzl |           |           |           |           |      |      |              |              |              |              |              |              |        |        |              |              |              |              |              |              |  |  |
|                 |                 |                 |                 |                        |                        |                        |                        |                        |                        |              |              |              |              |              |              |                  |                  |                  |                  |                   |                   |                   |                   |                         |                         |                         |                         |                         |                         |                |                |                          |                          |                          |                          |                          |                          |                   |                   |                      |                      |                      |                      | Johanna Hüttler      | Johanna Hüttler      | Johanna Hüttler  | Johanna Hüttler  | Johanna Hüttler  | Johanna Hüttler  |                  |                  | Johann Baptist Pölzl | Johann Baptist Pölzl | Johann Baptist Pölzl | Johann Baptist Pölzl | Johann Baptist Pölzl | Johann Baptist Pölzl |           |           |           |           |      |      |              |              |              |              |              |              |        |        |              |              |              |              |              |              |  |  |
|                 |                 |                 |                 |                        |                        |                        |                        |                        |                        |              |              |              |              |              |              |                  |                  |                  |                  |                   |                   |                   |                   |                         |                         |                         |                         |                         |                         |                |                |                          |                          |                          |                          |                          |                          |                   |                   |                      |                      |                      |                      |                      |                      |                  |                  |                  |                  |                  |                  |                      |                      |                      |                      |                      |                      |           |           |           |           |      |      |              |              |              |              |              |              |        |        |              |              |              |              |              |              |  |  |
|                 |                 |                 |                 |                        |                        |                        |                        |                        |                        |              |              |              |              |              |              | Anna Glassl      | Anna Glassl      | Anna Glassl      | Anna Glassl      | Anna Glassl       | Anna Glassl       |                   |                   | Franziska Matzelsberger | Franziska Matzelsberger | Franziska Matzelsberger | Franziska Matzelsberger | Franziska Matzelsberger | Franziska Matzelsberger |                |                |                          |                          |                          |                          | Alois Hitler             | Alois Hitler             | Alois Hitler      | Alois Hitler      | Alois Hitler         | Alois Hitler         |                      |                      |                      |                      |                  |                  | Klara Pölzl      | Klara Pölzl      | Klara Pölzl      | Klara Pölzl      | Klara Pölzl          | Klara Pölzl          |                      |                      |                      |                      |           |           |           |           |      |      |              |              |              |              |              |              |        |        |              |              |              |              |              |              |  |  |
|                 |                 |                 |                 |                        |                        |                        |                        |                        |                        |              |              |              |              |              |              | Anna Glassl      | Anna Glassl      | Anna Glassl      | Anna Glassl      | Anna Glassl       | Anna Glassl       |                   |                   | Franziska Matzelsberger | Franziska Matzelsberger | Franziska Matzelsberger | Franziska Matzelsberger | Franziska Matzelsberger | Franziska Matzelsberger |                |                |                          |                          |                          |                          | Alois Hitler             | Alois Hitler             | Alois Hitler      | Alois Hitler      | Alois Hitler         | Alois Hitler         |                      |                      |                      |                      |                  |                  | Klara Pölzl      | Klara Pölzl      | Klara Pölzl      | Klara Pölzl      | Klara Pölzl          | Klara Pölzl          |                      |                      |                      |                      |           |           |           |           |      |      |              |              |              |              |              |              |        |        |              |              |              |              |              |              |  |  |
|                 |                 |                 |                 |                        |                        |                        |                        |                        |                        |              |              |              |              |              |              |                  |                  |                  |                  |                   |                   |                   |                   |                         |                         |                         |                         |                         |                         |                |                |                          |                          |                          |                          |                          |                          |                   |                   |                      |                      |                      |                      |                      |                      |                  |                  |                  |                  |                  |                  |                      |                      |                      |                      |                      |                      |           |           |           |           |      |      |              |              |              |              |              |              |        |        |              |              |              |              |              |              |  |  |
|                 |                 |                 |                 |                        |                        |                        |                        |                        |                        |              |              |              |              |              |              |                  |                  |                  |                  |                   |                   |                   |                   |                         |                         |                         |                         |                         |                         |                |                |                          |                          |                          |                          |                          |                          |                   |                   |                      |                      |                      |                      |                      |                      |                  |                  |                  |                  |                  |                  |                      |                      |                      |                      |                      |                      |           |           |           |           |      |      |              |              |              |              |              |              |        |        |              |              |              |              |              |              |  |  |
| Bridget Dowling | Bridget Dowling | Bridget Dowling | Bridget Dowling | Bridget Dowling        | Bridget Dowling        |                        |                        | Alois Hitler           | Alois Hitler           | Alois Hitler | Alois Hitler | Alois Hitler | Alois Hitler |              |              | Hedwig Heidemann | Hedwig Heidemann | Hedwig Heidemann | Hedwig Heidemann | Hedwig Heidemann  | Hedwig Heidemann  |                   |                   | Leo Raubal              | Leo Raubal              | Leo Raubal              | Leo Raubal              | Leo Raubal              | Leo Raubal              |                |                | Angela Hitler            | Angela Hitler            | Angela Hitler            | Angela Hitler            | Angela Hitler            | Angela Hitler            |                   |                   | Martin Hammitzsch    | Martin Hammitzsch    | Martin Hammitzsch    | Martin Hammitzsch    | Martin Hammitzsch    | Martin Hammitzsch    |                  |                  | Gustav           | Gustav           | Gustav           | Gustav           | Gustav               | Gustav               | Ida                  | Ida                  | Ida                  | Ida                  | Ida       | Ida       | Otto      | Otto      | Otto | Otto | Otto         | Otto         |              |              | Edmund       | Edmund       | Edmund | Edmund | Edmund       | Edmund       |              |              |              |              |  |  |
| Bridget Dowling | Bridget Dowling | Bridget Dowling | Bridget Dowling | Bridget Dowling        | Bridget Dowling        |                        |                        | Alois Hitler           | Alois Hitler           | Alois Hitler | Alois Hitler | Alois Hitler | Alois Hitler |              |              | Hedwig Heidemann | Hedwig Heidemann | Hedwig Heidemann | Hedwig Heidemann | Hedwig Heidemann  | Hedwig Heidemann  |                   |                   | Leo Raubal              | Leo Raubal              | Leo Raubal              | Leo Raubal              | Leo Raubal              | Leo Raubal              |                |                | Angela Hitler            | Angela Hitler            | Angela Hitler            | Angela Hitler            | Angela Hitler            | Angela Hitler            |                   |                   | Martin Hammitzsch    | Martin Hammitzsch    | Martin Hammitzsch    | Martin Hammitzsch    | Martin Hammitzsch    | Martin Hammitzsch    |                  |                  | Gustav           | Gustav           | Gustav           | Gustav           | Gustav               | Gustav               | Ida                  | Ida                  | Ida                  | Ida                  | Ida       | Ida       | Otto      | Otto      | Otto | Otto | Otto         | Otto         |              |              | Edmund       | Edmund       | Edmund | Edmund | Edmund       | Edmund       |              |              |              |              |  |  |
|                 |                 |                 |                 |                        |                        |                        |                        |                        |                        |              |              |              |              |              |              |                  |                  |                  |                  |                   |                   |                   |                   |                         |                         |                         |                         |                         |                         |                |                |                          |                          |                          |                          |                          |                          |                   |                   |                      |                      |                      |                      |                      |                      |                  |                  |                  |                  |                  |                  |                      |                      |                      |                      |                      |                      |           |           |           |           |      |      |              |              |              |              |              |              |        |        |              |              |              |              |              |              |  |  |
|                 |                 |                 |                 |                        |                        |                        |                        |                        |                        |              |              |              |              |              |              |                  |                  |                  |                  |                   |                   |                   |                   |                         |                         |                         |                         |                         |                         |                |                |                          |                          |                          |                          |                          |                          |                   |                   |                      |                      |                      |                      |                      |                      |                  |                  |                  |                  |                  |                  |                      |                      |                      |                      |                      |                      |           |           |           |           |      |      |              |              |              |              |              |              |        |        |              |              |              |              |              |              |  |  |
|                 |                 |                 |                 | William Patrick Hitler | William Patrick Hitler | William Patrick Hitler | William Patrick Hitler | William Patrick Hitler | William Patrick Hitler |              |              | Heinz Hitler | Heinz Hitler | Heinz Hitler | Heinz Hitler | Heinz Hitler     | Heinz Hitler     |                  |                  | Leo Rudolf Raubal | Leo Rudolf Raubal | Leo Rudolf Raubal | Leo Rudolf Raubal | Leo Rudolf Raubal       | Leo Rudolf Raubal       |                         |                         | Geli Raubal             | Geli Raubal             | Geli Raubal    | Geli Raubal    | Geli Raubal              | Geli Raubal              |                          |                          | Elfriede Raubal          | Elfriede Raubal          | Elfriede Raubal   | Elfriede Raubal   | Elfriede Raubal      | Elfriede Raubal      |                      |                      | Ernst Hochegger      | Ernst Hochegger      | Ernst Hochegger  | Ernst Hochegger  | Ernst Hochegger  | Ernst Hochegger  |                  |                  |                      |                      |                      |                      | Eva Braun            | Eva Braun            | Eva Braun | Eva Braun | Eva Braun | Eva Braun |      |      | Adolf Hitler | Adolf Hitler | Adolf Hitler | Adolf Hitler | Adolf Hitler | Adolf Hitler |        |        | Paula Hitler | Paula Hitler | Paula Hitler | Paula Hitler | Paula Hitler | Paula Hitler |  |  |
|                 |                 |                 |                 | William Patrick Hitler | William Patrick Hitler | William Patrick Hitler | William Patrick Hitler | William Patrick Hitler | William Patrick Hitler |              |              | Heinz Hitler | Heinz Hitler | Heinz Hitler | Heinz Hitler | Heinz Hitler     | Heinz Hitler     |                  |                  | Leo Rudolf Raubal | Leo Rudolf Raubal | Leo Rudolf Raubal | Leo Rudolf Raubal | Leo Rudolf Raubal       | Leo Rudolf Raubal       |                         |                         | Geli Raubal             | Geli Raubal             | Geli Raubal    | Geli Raubal    | Geli Raubal              | Geli Raubal              |                          |                          | Elfriede Raubal          | Elfriede Raubal          | Elfriede Raubal   | Elfriede Raubal   | Elfriede Raubal      | Elfriede Raubal      |                      |                      | Ernst Hochegger      | Ernst Hochegger      | Ernst Hochegger  | Ernst Hochegger  | Ernst Hochegger  | Ernst Hochegger  |                  |                  |                      |                      |                      |                      | Eva Braun            | Eva Braun            | Eva Braun | Eva Braun | Eva Braun | Eva Braun |      |      | Adolf Hitler | Adolf Hitler | Adolf Hitler | Adolf Hitler | Adolf Hitler | Adolf Hitler |        |        | Paula Hitler | Paula Hitler | Paula Hitler | Paula Hitler | Paula Hitler | Paula Hitler |  |  |
|                 |                 |                 |                 |                        |                        |                        |                        |                        |                        |              |              |              |              |              |              |                  |                  |                  |                  |                   |                   |                   |                   |                         |                         |                         |                         |                         |                         |                |                |                          |                          |                          |                          |                          |                          |                   |                   |                      |                      |                      |                      |                      |                      |                  |                  |                  |                  |                  |                  |                      |                      |                      |                      |                      |                      |           |           |           |           |      |      |              |              |              |              |              |              |        |        |              |              |              |              |              |              |  |  |
|                 |                 |                 |                 |                        |                        |                        |                        |                        |                        |              |              |              |              |              |              |                  |                  |                  |                  |                   |                   |                   |                   |                         |                         |                         |                         |                         |                         |                |                |                          |                          |                          |                          |                          |                          |                   |                   |                      |                      |                      |                      |                      |                      |                  |                  |                  |                  |                  |                  |                      |                      |                      |                      |                      |                      |           |           |           |           |      |      |              |              |              |              |              |              |        |        |              |              |              |              |              |              |  |  |
|                 |                 |                 |                 | 4 zonen                | 4 zonen                | 4 zonen                | 4 zonen                | 4 zonen                | 4 zonen                |              |              |              |              |              |              |                  |                  |                  |                  | Peter Raubal      | Peter Raubal      | Peter Raubal      | Peter Raubal      | Peter Raubal            | Peter Raubal            |                         |                         |                         |                         |                |                |                          |                          |                          |                          | Heiner Hochegger         | Heiner Hochegger         | Heiner Hochegger  | Heiner Hochegger  | Heiner Hochegger     | Heiner Hochegger     |                      |                      | Angela Hochegger     | Angela Hochegger     | Angela Hochegger | Angela Hochegger | Angela Hochegger | Angela Hochegger |                  |                  |                      |                      |                      |                      |                      |                      |           |           |           |           |      |      |              |              |              |              |              |              |        |        |              |              |              |              |              |              |  |  |